# ディスク・ふらい
ディスク・ふらい（本名：渡辺 大輔、1982年 - ）は、日本の小説家、漫画原作者。岡山県生まれ。

## 受賞歴
- 第3回福永令三児童文学賞[2]
- 第13回(平成23年度)岡山芸術文化賞功労賞[1]

## 作品リスト

### 小説
- 今も蒼き雑草たち 〜一世一代大爆恥〜 2005年、新風舎、ISBN 4-7974-6498-4
- ロミオの大人観察日記 2007年、新風舎、 ISBN 978-4-289-02826-9

### 漫画原作
- ザ・非情禁講師 『月刊ヤングキング』連載 2008年 - 2009年 （漫画 西崎泰正）
- ハルカの陶 『週刊漫画TIMES』連載 2011年 - 2012年